# Дракон (сёги)
Дракон-король (яп. 竜王 рю:о:, «королевский дракон»), сокращённо дракон (яп. 竜 рю:) — фигура в сёги и многих их вариантах.

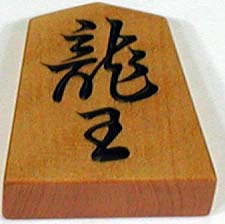
Дракон.

Обозначение в европейской нотации: +R (изредка, D).
Старинное написание: 龍王 (чтение такое же). Альтернативное название — «перевёрнутая (или превращённая) ладья».
В начале партии драконов у игроков нет. Драконом, после переворота, становится ладья.
Обобщающий термин «драконы» используют, говоря про перевёрнутых слонов и ладей без уточнения типа фигуры.
Также, Рюо (яп. 竜王 рю:о:, «Дракон-король») — название одного из семи главных титульных матчей сёги («корон»), по важности стоящего наравне с матчем на титул мэйдзин.

## Ценность
Ценность дракона (если считать ценность пешки за 1), согласно мнению различных сёгистов, равна:
- 15 (Митио Ариёси, 9 профессиональный дан[1].)
- 17 (Ларри Кауфман, 5 дан ФЕСА[2] и Кодзи Танигава, 17-й пожизненный мэйдзин[3])
- 22 (Ясумицу Сато, 4-й пожизненный кисэй[3])

Дракон в сёги — самая ценная фигура после короля. Однако даже его в ёсэ часто бывает выгодно отдать за двух генералов (а иногда и гораздо менее ценный набор), если это даёт быстрое приближение к королю противника.

## Пословицы про дракона
- Об атаке двумя драконами можно только мечтать.
- Дракону лучше быть внутри[4] (т.е. оставаться в лагере противника, ибо там его эффективность максимальна).

## Тю сёги
В тю сёги у каждого из игроков в начале игры имеется по 2 дракона (стоящих на 3-й от игрока горизонтали, на 5-й и 8-й вертикалях). Ходит дракон в тю сёги так же, как и в классических сёги, но переворачивается в парящего орла.
Кроме того, в дракона в тю сёги переворачиваются ладьи (которых в начале игры у каждого игрока тоже по 2); такие драконы (перевёрнутые из ладей) перевернуться уже не могут.